# GGPO
GGPO (abreviatura de Good Game Peace Out) es un middleware diseñado para ayudar a crear una experiencia en línea casi sin lag en varios juegos de arcades emulados, principalmente juegos de lucha. El programa fue creado por Tony Cannon, cofundador del popular sitio de comunidad de juegos de lucha Shoryuken y de la Evolution Championship Series.

## Historia
Antes de su creación, el creador de GGPO Tony Cannon estaba insatisfecho con el relanzamiento de Street Fighter II: Hyper Fighting para Xbox 360 en 2006, después de experimentar sus criticadas capacidades en línea. Como reacción a su servicio, Cannon comenzó el desarrollo de GGPO y lanzó la primera versión a finales de 2006. Posteriormente Cannon mostró GGPO a Capcom, la cual fue recibida positivamente.
El cliente descargable de GGPO actualmente permite muchos juegos de Capcom y SNK, incluyendo Super Street Fighter II Turbo, The King of Fighters 2002, y Metal Slug X a través del uso de la emulación. Compañías de videojuegos también han implementado una versión con licencia de GGPO. Algunos Juegos que lo utilizan son Skullgirls y Street Fighter III: 3rd Strike Online Edition.
El productor de la saga Tekken, Katsuhiro Harada, declaró en una entrevista que es poco probable que GGPO vaya a ser utilizado para el sistema en línea de Soulcalibur V, debido a la creación de redes y data reasons.[cita requerida]

## Diseño
Usando una técnica de netcode llamada "rollback," GGPO pone el lag por delante de movimiento de un jugador que oculta parcialmente la latencia y crea una ilusión de estar sin lag. Los efectos examinan el que los jugadores llevan a cabo las acciones correctas y corregir las posibles inexactitudes. El programa en sí puede permitir a los jugadores ajustar la latencia en el caso de situaciones de alto ping-; ya sea la creación de una representación exacta aún posiblemente desigual o un juego más suave con retardo de entrada.

## Cliente GGPO
El propio cliente descargable de GGPO tiene un sistema de búsqueda por cada juego que se proporciona. Los jugadores pueden solicitar desafíos, mientras que otros son capaces de ver las contiendas en un modo espectador y poder chatear. Una vez que un desafío inicia, el partido dirige una ROM al emulador FinalBurn Alfa.

## Juegos que utilizan GGPO
- Final Fight: Double Impact (2010)
- Dragon Ball: Zenkai Battle Royale (2011)
- Street Fighter III: 3rd Strike Online Edition (2011)
- Skullgirls (2012)
- Marvel vs. Capcom Origins (2012)
- Killer Instinct (2013)
- Darkstalkers Resurrection (2013)
- Dungeons & Dragons: Chronicles of Mystara (2013)
- Divekick (2013)
- Legend of Raven
- Lethal League (2014)
- Pocket rumble (2016)
- Brawlhalla (2017)
- Them's Fightin' Herds[4] (2018)
- Mortal Kombat 11 (2019)
- The King Of Fighters 2002 Unlimited Match (2020)
- Guilty Gear XX Accent Core Plus R+  (2020)
- FOOTSIES Rollback Edition  (2020)
- The King Of Fighters '98 Ultimate Match (2021)
- Guilty Gear Strive[5][6] (2021)
- MELTY BLOOD: TYPE LUMINA (2021)
- BlazBlue Central Fiction (2021)
- The King of Fighters XV (2022)
- DNF Duel (2022)
- Teenage Mutant Ninja Turtles: Tournament Fighters (2022)